# 琵琶湖大津王子大飯店

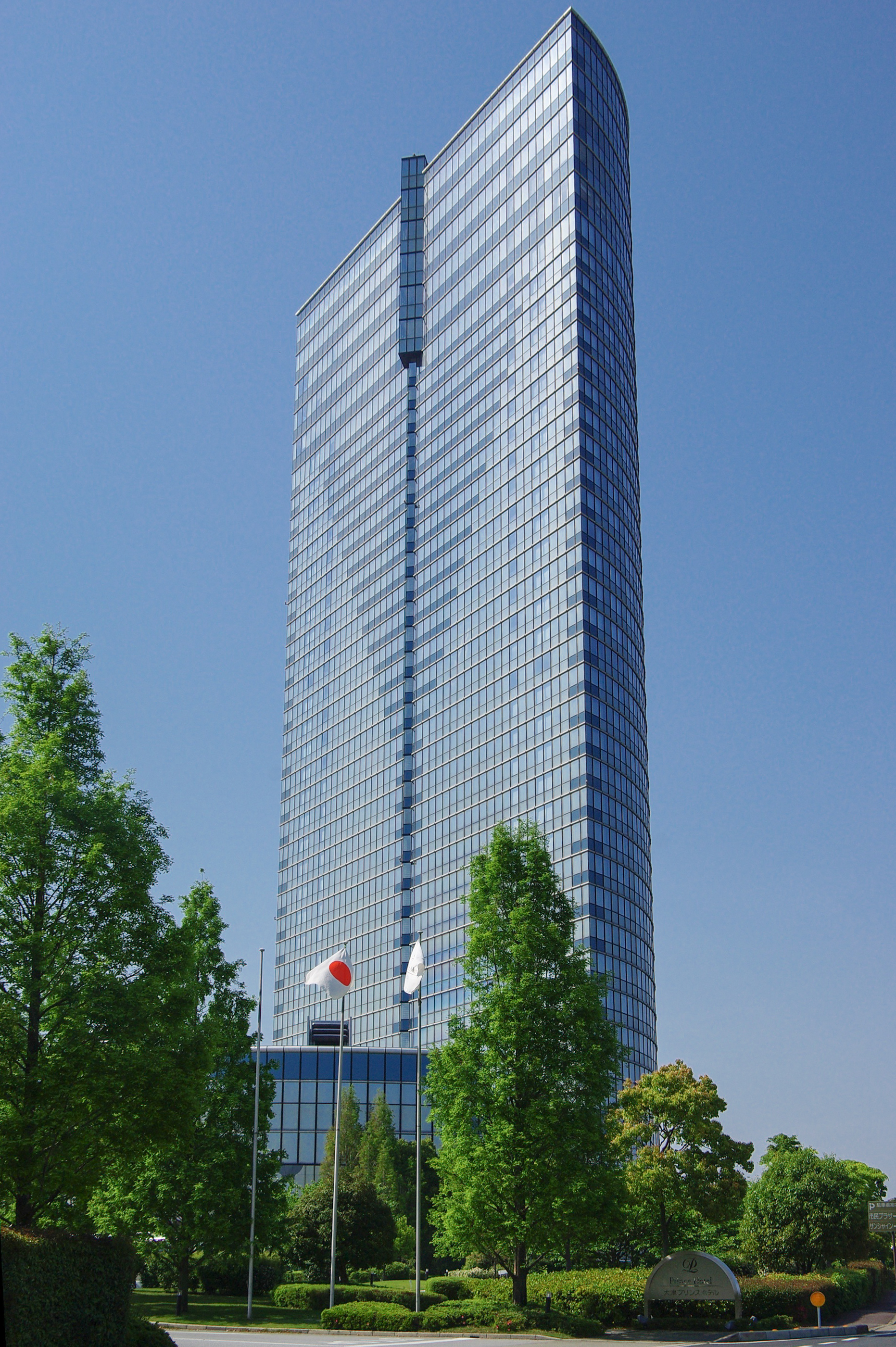
由已故建築師丹下健三所設計的琵琶湖大津王子大飯店

琵琶湖大津王子大飯店（日語：びわ湖大津プリンスホテル），舊名大津王子大飯店，是一家位在日本滋賀縣大津市琵琶湖湖畔的旅館，1989年開幕，是王子大飯店旗下的連鎖飯店之一。樓高133公尺、共38層樓的飯店主建築是由日本知名的建築師、普利茲克獎得主丹下健三設計，自落成以來就一直是滋賀縣境內最高的建築物。大樓外觀呈半圓形，其中平直的切面朝向陸地，而總數540間的客房全設置在面朝湖面的圓邊方向，能提供毫無障礙的視野。

## 関連項目
- 堤康次郎
- 琵琶湖

## 外部連結
- 官方網站 （页面存档备份，存于）（日語）（英文）（简体中文）（繁體中文）